# Menhir de la Broussardière

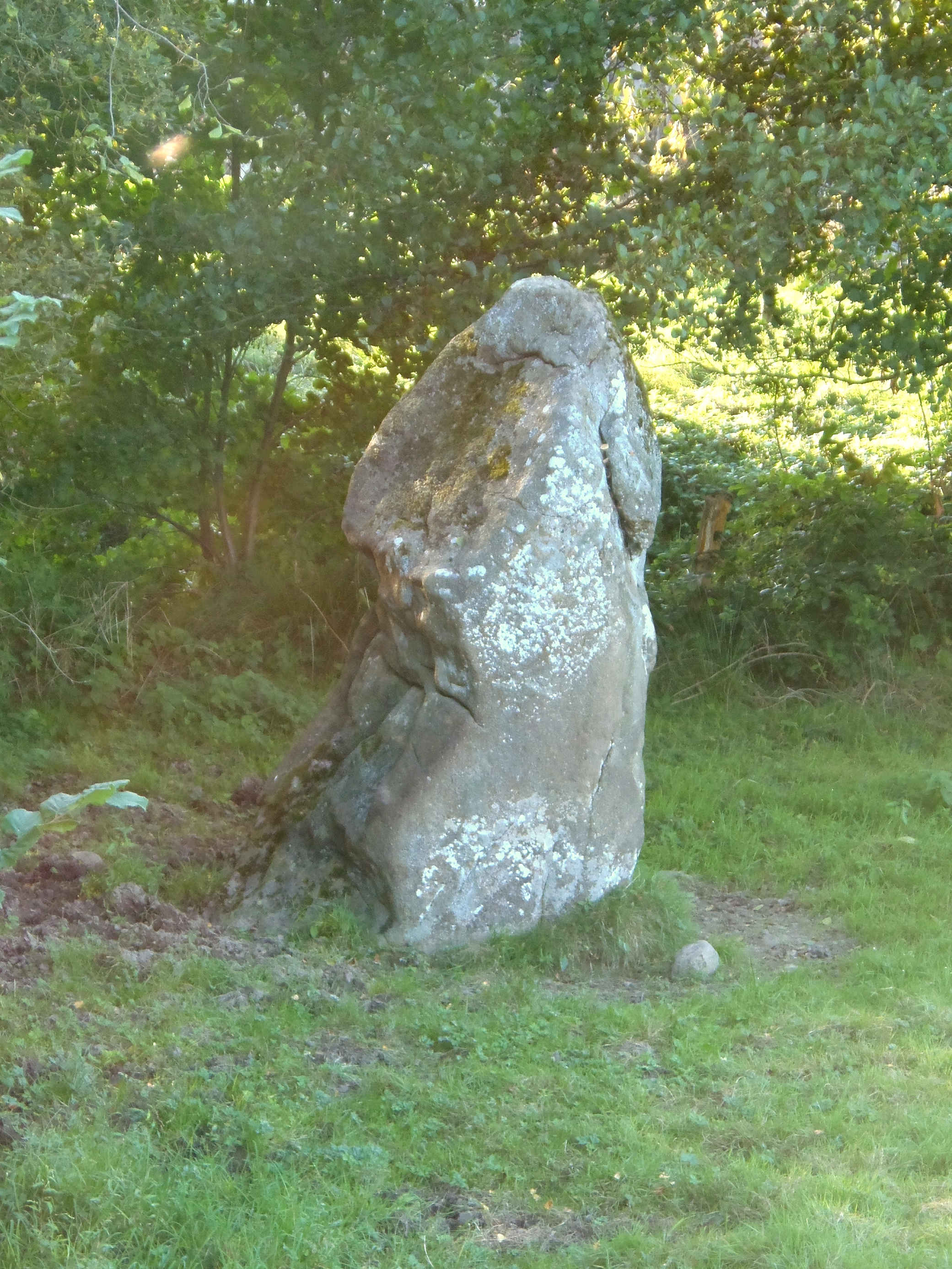
Menhir von Broussardière

Der Menhir de la Broussardière (auch Menhir Pouille genannt) steht südöstlich von Montaudin in der Nähe eines kleinen Teichs an einem Bach, nahe der D 224 von Larchamp nach Montflaux im Département Mayenne in Frankreich.
Der Menhir ist 2,5 bis 3 Meter hoch und etwa 1,5 Meter breit und seit 1921 als Monument historique klassifiziert.
In der Nähe liegt der Dolmen Contrie du Rocher.